# Ливенцов, Иван Николаевич
Иван Николаевич Ливенцов — советский хозяйственный, государственный и политический деятель, Герой Социалистического Труда.

## Биография
Родился в 1904 году в Курской губернии. 
С 1914 — на подсобных производствах на шахтах Донбасса, на железной дороге в Донбассе.
Учился на рабфаке в Ленинградском политехническом институте, который окончил в 1932 году.
Электромеханик на заводах Ленинграда, заместитель начальника цеха, начальник цеха, начальник связи завода, заместитель главного инженера по производству, секретарь партийного комитета, директор Ленинградского завода имени Козицкого Министерства радиопромышленности СССР.
Указом Президиума Верховного Совета СССР от 29 июля 1966 года присвоено звание Героя Социалистического Труда с вручением ордена Ленина и золотой медали «Серп и Молот».
Умер в Ленинграде в 1977 году.